# Francisco Quiñones Sunsín
Francisco Quiñones Sunsín (León, 1782 - 1870) fue un poeta y dramaturgo nicaragüense, hermano del también poeta José María Quiñones Sunsín.
Escribió una colección de poemas de tema mayoritariamente religioso (villancicos, cánticos) y sesgo neoclásico, que fue editada en Guatemala en 1826, y un drama, El sitio de la Rochela, sobre un episodio de la Revolución francesa, que fue estrenado en el Teatro del Sol de Guatemala y en El Salvador, después de la independencia de España. El drama se considera definitivamente perdido.